# Красное на белом
«Красное на белом» — четырнадцатый студийный альбом российской певицы Татьяны Булановой, выпущенный в марте 2002 года на лейбле JRC.

## Об альбоме
Презентуя свой предыдущий лонгплей «Золото любви», певица заявила, что уже собрала материал для следующего альбома, заметив, что ей и композитору Олегу Попкову «ещё есть, что сказать», тем не менее, в авторских кредитах он не фигурирует (он появится только на следующем альбоме «Это игра»). Место продюсера Николая Тагрина на альбоме занял Димитриус Тамбовский, он же написал стихи ко всем песням, за написание музыки отвечал Натан — оба, и Тамбовский и Натан, работали с Булановой на предыдущем альбоме.
В том же году альбом был переиздан под названием «Белое на красном» с двумя новыми ремиксами.

## Отзывы критиков
По мнению Натальи Сухановой из InterMedia, Татьяна Буланова утратила статус «главной певицы» и превратилась в среднестатистическую попсовую певицу с уклоном в танцевальную музыку. Рецензент заявила, что примерно после второй песни она перестала различать мелодии, поскольку аранжировки особым разнообразием не отличаются. Она назвала альбом сборником посредственных, похожих одна на другую танцевальных композиций с той только разницей, что все они исполнены одним человеком, от чего он становится ещё более скучным. Она отметила, что при всей динамичности, в текстах по-прежнему тоска и безысходность, жалобы и жалость, предположив, что бывшей «главной плакальщице страны» больше нравится плакать под энергичные мотивы.

## Список композиций
Автор слов всех песен — Димитриус Тамбовский, за исключением, песен «Случайный прохожий» и «Белый почерк», которые написаны в соавторстве со Светланой Моргуновой. Автор музыки всех песен — Натан.
| №   | Название                       | Длительность |
| --- | ------------------------------ | ------------ |
| 1.  | «Случайный прохожий»           | 3:55         |
| 2.  | «Одинокая странница»           | 3:59         |
| 3.  | «Позови»                       | 3:26         |
| 4.  | «Простой сюжет»                | 3:26         |
| 5.  | «Механическое сердце»          | 3:28         |
| 6.  | «Минуты»                       | 4:19         |
| 7.  | «Всё так надо»                 | 3:23         |
| 8.  | «Мне всё равно»                | 3:45         |
| 9.  | «Белый прочерк»                | 4:07         |
| 10. | «Люди, как птицы»              | 4:21         |
| 11. | «Случайный прохожий» (Караоке) | 3:55         |
| 12. | «Мне всё равно» (Караоке)      | 3:45         |
| 13. | «Всё так надо» (Караоке)       | 3:23         |
| 14. | «Одинокая странница» (Караоке) | 3:59         |